# Ramon Aumedes i Sarri
Ramon Aumedes i Sarri (El Poal, 30 de novembre de 1940 - Badalona, 25 de gener de 2011) fou un futbolista català de la dècada de 1960.

## Trajectòria
Del juvenil de la UA Horta va marxar a la UE Vic la temporada 1961-62, on a més, va assolir l'ascens a Tercera Divisió. La següent temporada la disputà amb el Constància d'Inca a Segona Divisió; i a continuació jugà dues temporades amb el Calvo Sotelo CF, on en la 1963-64 fou peça clau per assolir l'ascens a Segona amb 11 gols a la lliga i 6 a la promoció. Aumedes retornà al RCD Espanyol, club al qual pertanyia, però conscient dels pocs minuts dels quals disposaria demanà tornar a ser cedit al club de Puertollano per jugar una nova temporada, aquest cop a Segona Divisió. L'entrenador periquito, Ladislau Kubala, acceptà la nova cessió. La temporada 1965-66 jugà amb el RCD Espanyol a primera divisió, la seva única campanya en aquesta categoria, però només va poder disputar 4 partits de lliga. El seu únic gol a Primera l'anotà davant el Reial Betis. La següent temporada, l'entrenador Janos Kalmar no el va voler a la plantilla i, juntament amb Boy i Navarro, marxà a la UE Lleida cedit. A continuació jugà a l'Iliturgi d'Andujar i al Caudal de Mieres, retornant el 1971 al Calvo Sotelo, club on es retirà el 1973.